# Referenzelektrode
Eine Referenzelektrode, oft auch als Bezugselektrode oder seltener als Vergleichselektrode bezeichnet, ist eine Elektrode (Halbzelle) mit einem konstanten Gleichgewichtspotential, das sich schnell und reproduzierbar einstellt. Sie wird als Bezugspunkt für die Messung von relativen Potentialen anderer Elektroden eingesetzt.
Das absolute Potential einer einzelnen Elektrode ist grundsätzlich nicht experimentell bestimmbar, sondern nur die Potentialdifferenz zwischen zwei Elektroden. Bei Elektrodenpotentialen sollte deshalb immer mit angegeben werden, auf welche Referenzelektrode es bezogen ist.

## Potentialmessungen
Um die Potentialdifferenz zwischen einer Elektrode und der Referenzelektrode messen zu können, müssen diese über einen Ionenleiter (Elektrolyt) und einen elektrischen Leiter mit einem geeigneten Messgerät verbunden werden, z. B. einem hochohmigen Voltmeter oder einer Potentiometerschaltung (Wheatstonesche Brückenschaltung).
Befinden sich Elektrode und Referenzelektrode in verschiedenen (beispielsweise durch eine Membran getrennten) Elektrolyten, so wird das Messergebnis beeinflusst durch die Potentialdifferenz, die sich an der Phasengrenze zwischen den beiden Elektrolyten einstellt, das Diffusionspotential. Der Zahlenwert des Diffusionspotentials liegt meist in der Größenordnung von 5–50 mV und wird daher oft bewusst oder unbewusst vernachlässigt.
Bei Präzisionsmessungen kann das Diffusionspotential mit einem geeigneten Versuchsaufbau auf Werte < 1 mV gesenkt werden. Eine Möglichkeit ist die Verwendung einer Salzbrücke, d. h. die Elektrolyte sind nicht direkt verbunden, sondern über ein  U-Rohr, das mit einem konzentrierten Elektrolyten gleicher Ionenbeweglichkeit gefüllt ist. In diesem Fall gibt es statt einer Phasengrenze zwischen den Elektrolyten mit hohem Diffusionspotential zwei Phasengrenzen mit niedrigem Diffusionspotential.
Elektrodenpotentiale sind temperaturabhängig (siehe Nernst-Gleichung). Deshalb sollten Potentialmessungen bei konstanter Temperatur durchgeführt und die Temperatur, bei der gemessen wurde, mit dem Ergebnis angegeben werden.

## Arten

### Wasserstoffelektroden
Zu den bekanntesten Referenzelektroden zählen die verschiedenen Wasserstoffelektroden. Das Standardpotential der Normal-Wasserstoffelektrode oder der Standard-Wasserstoffelektrode ist der Bezugspunkt für die elektrochemische Spannungsreihe und willkürlich als 0,00 V definiert:
- Standard-Wasserstoffelektrode (SHE): E0 = 0,000 V, a (H+) = 1 M,  gibt das Standardpotential an
- Normal-Wasserstoffelektrode (NHE): E0 ≈ 0,000 V, c (H+) = 1 M, gibt das Normalpotential an
- Reversible Wasserstoffelektrode (RHE): E0 = 0,000 - 0.059*pH.

### Referenzelektroden zweiter Art
In der Praxis werden überwiegend Elektroden zweiter Art eingesetzt, die einfacher aufgebaut sind und deren Gleichgewichtspotential sich ebenfalls schnell und reproduzierbar einstellt. Dabei handelt es sich um Metallionenelektroden, bei denen die Metallionen in der Lösung im Gleichgewicht mit einem schwerlöslichen Salz des Metalls (dem Bodenkörper) stehen. Daneben enthält die Lösung das Anion des schwerlöslichen Salzes. Die potentialbestimmende Konzentration der Metallionen in Lösung wird dann von der Konzentration der Anionen und dem Löslichkeitsprodukt des schwerlöslichen Salzes bestimmt. In dieser Weise wird das Elektrodenpotential dann von der Konzentration der Anionen in der Lösung abhängig.
Beispiele für Referenzelektroden zweiter Art sind:
- Silber-Silberchlorid-Elektrode (Ag/AgCl/Cl−)
- Kalomel- oder Quecksilber-Quecksilber(I)-chlorid-Elektrode (Hg/Hg2Cl2/Cl−)
- Quecksilber-Quecksilbersulfat-Elektrode (Hg/Hg2SO4/SO42−)
- Quecksilber-Quecksilberoxid-Elektrode (Hg/HgO/OH−).

### Referenzelektroden erster Art
In einigen Fällen wird als Referenzelektrode auch eine Elektrode erster Art verwendet. Dabei handelt es sich um Metallionenelektroden, deren Potential von der Konzentration der Metallionen in Lösung abhängt. Bei konstanter Metallionenkonzentration stellt sich ein stabiles und reproduzierbares Elektrodenpotential ein, sodass die Elektrode als Referenzelektrode verwendet werden kann.
Beispiele für Referenzelektroden erster Art sind:
- Kupfer/Kupfersulfat-Elektrode (Cu/CuSO4)

## Auswahl
Die Auswahl der Referenzelektrode hängt von den Bedingungen ab:
- in saurer Lösung werden meist die Kalomel- oder Silber-Silberchlorid-Elektrode verwendet. Heute wird von diesen beiden oft die Silber-Silberchloridelektrode bevorzugt, um den Umgang mit dem giftigen Quecksilber und Quecksilber(I)-chlorid (Kalomel) zu vermeiden.
- in (stark) alkalischer Lösung sind diese allerdings nur bedingt einsetzbar, da Hydroxidionen in die Referenzelektrode diffundieren und das Potential verfälschen können. Deshalb wird in alkalischen Lösungen üblicherweise die Quecksilber-Quecksilberoxid-Elektrode verwendet.
- Wenn chloridfrei gemessen werden muss, wird meist die Quecksilber-Quecksilbersulfat-Elektrode oder seltener die reversible Wasserstoffelektrode eingesetzt.

Des Weiteren können Double-Junction-Referenzelektroden eingesetzt werden, welche zwei Elektrolytkammern besitzen:
- die innere stellt das Potential ein (Ag/AgCl/KCl-Referenz)
- die zweite stellt die Brücke zwischen Probe und Referenz her.

Bei Proben, die z. B. mit Chlorid reagieren, kann somit ein chloridfreier Brückenelektrolyt gewählt werden.

## Pseudo-Referenzelektroden
Für bestimmte Anwendungen, beispielsweise bei der Untersuchung von Korrosionsvorgängen, werden oft Pseudo-Referenzelektroden verwendet. Dabei handelt es sich meist um Metalldrähte, die direkt in die Elektrolytlösung getaucht werden. Zwar stellt sich an solchen Elektroden auch ein konstantes Potential ein; dies ist allerdings unbekannt und von der Zusammensetzung der Elektrolytlösung abhängig. Ein Vorteil solcher Pseudo-Referenzelektroden ist, dass bei geeigneter Auswahl keine zusätzlichen Spuren von Verunreinigungen (z. B. Chloridionen) eingebracht werden.